# Protestele din Polonia din decembrie 1970

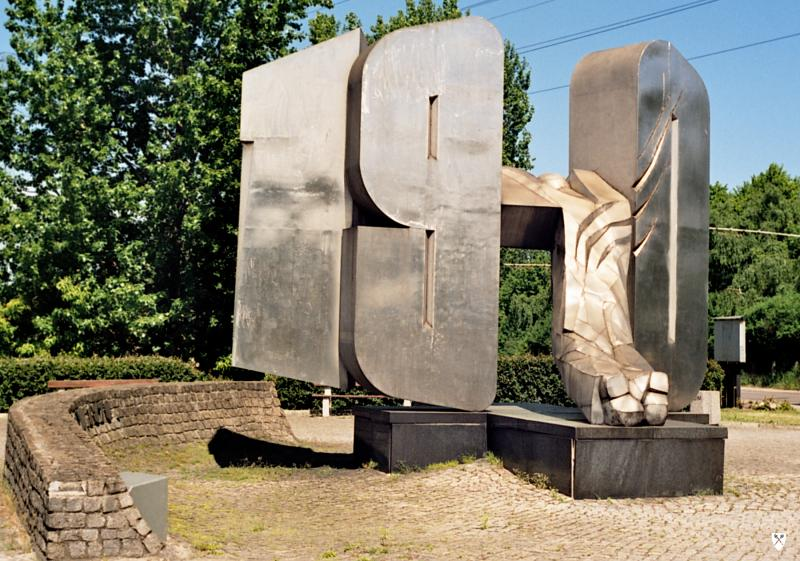
Monumentul victimelor din decembrie 1970 de la Gdynia

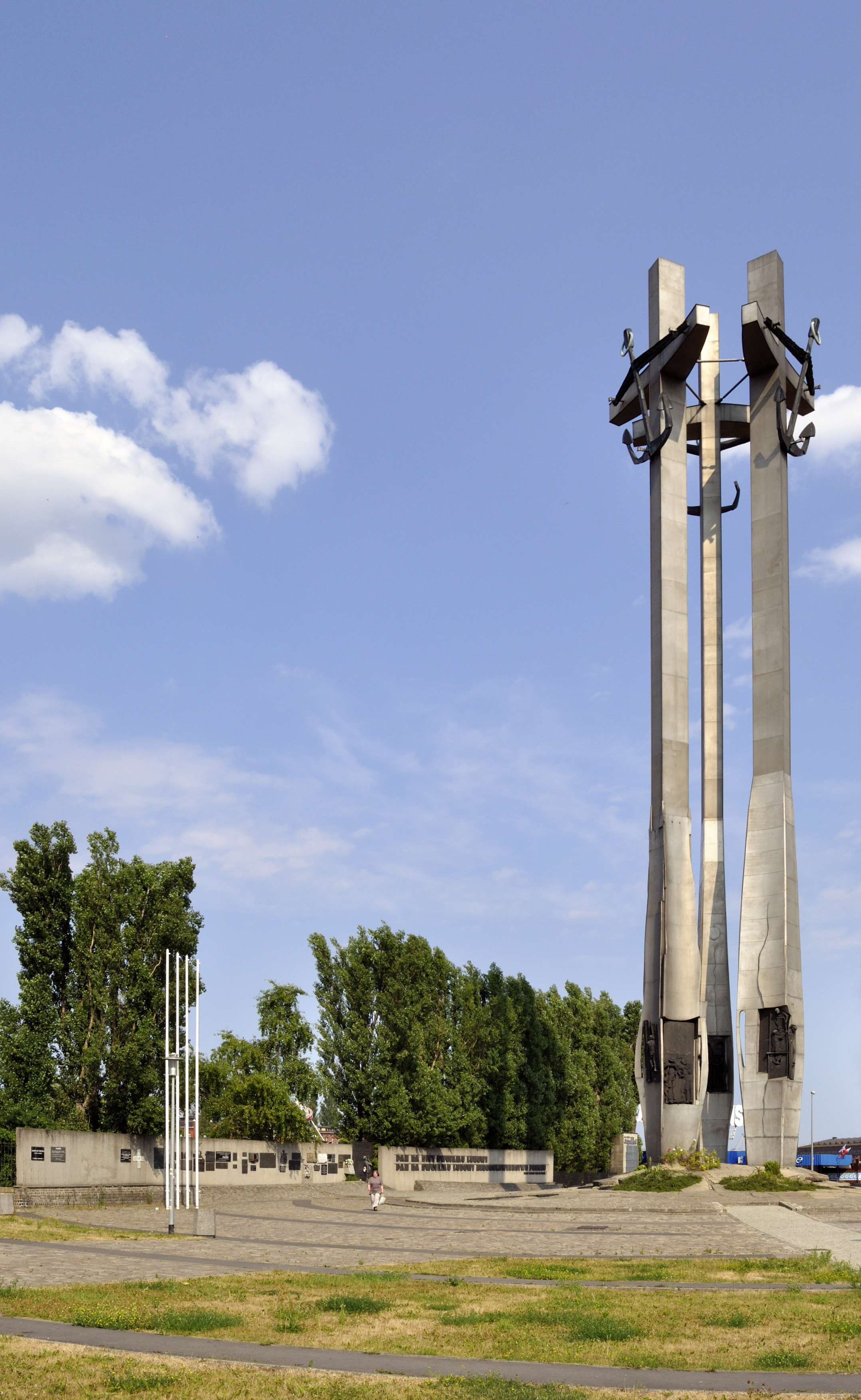
Monumentul Muncitorilor căzuți de la Şantierul Naval din Gdańsk.

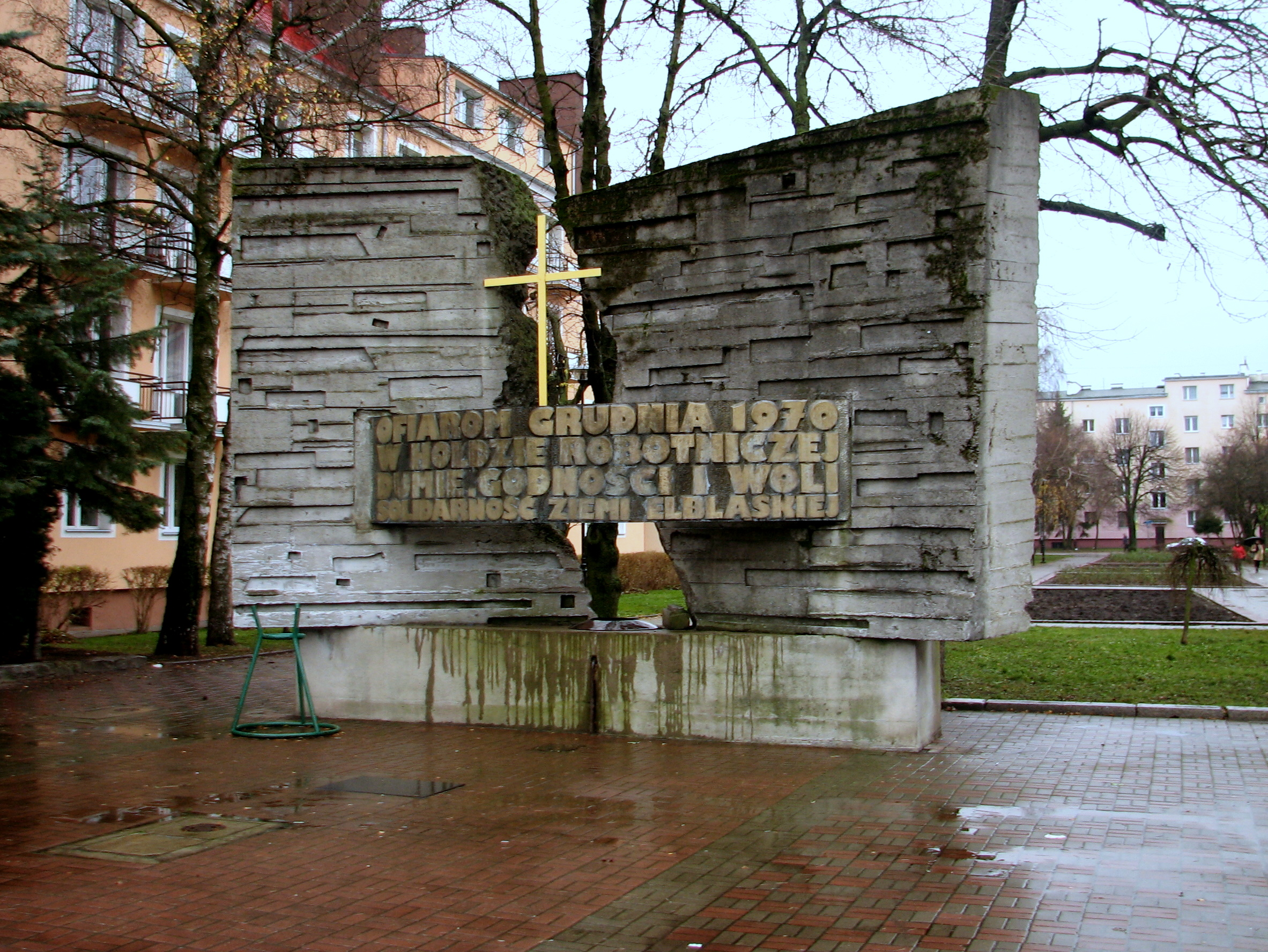
Monumentul victimelor masacrelor din perioada protestelor poloneze din 1970 de la Elbląg.

Protestele din Polonia din 1970 (în poloneză Grudzień 1970) au avut loc în decembrie 1970 în nordul Poloniei. Protestele au fost declanșate de o creștere bruscă a prețurilor la alimente și la alte produse de zi cu zi. În urma protestelor, înăbușite brutal de Armata Poporului Polonez și de Miliția cetățenească, au fost ucise cel puțin 42 de persoane și rănite peste 1.000 de persoane.

## Context
Succesul politic provizoriu al lui Władysław Gomułka din 1956 nu a putut masca criza economică în care se afla Republica Populară Polonă. Deși sistemul de prețuri fixe și reduse în mod artificial la produsele alimentare ținea nemulțumirea orășenilor sub control, el a cauzat stagnare în agricultură și a creat necesitatea de a se face importuri de produse alimentare mai scumpe. Acest lucru a fost însă nesustenabil din punct de vedere economic, iar în decembrie 1970 regimul a anunțat brusc creșteri masive ale prețurilor produselor alimentare de bază. Este posibil ca sporirea prețurilor să-i fi fost impusă lui Gomułka de opozanții săi din conducerea partidului care intenționau să-l înlăture astfel de la putere.
Creșterile de prețuri au fost un calcul politic greșit, pentru că ele s-au dovedit a fi un șoc major pentru societate și i-au întors pe muncitorii urbani împotriva regimului comunist. Gomułka a crezut că acordul cu Germania de Vest l-a făcut mai popular, dar, de fapt, cei mai mulți polonezi par să fi simțit că, întrucât germanii nu mai erau o amenințare pentru Polonia, ei nu mai trebuiau să tolereze regimul comunist ca o garanție a sprijinului sovietic pentru apărarea liniei Oder-Neisse.

## Evenimentele
Au avut loc demonstrații împotriva creșterea prețurilor în orașele nordice Gdańsk, Gdynia, Elbląg și Szczecin, de pe țărmul Mării Baltice. Mâna dreaptă a lui Gomułka, Zenon Kliszko, a înrăutățit situația prin faptul că a comandat armatei să tragă asupra lucrătorilor pentru a-i forța să se întoarcă în fabrici. Regimului îi era frică că va fi declanșat un val de sabotaje, despre care se crede însă adesea că era provocat de poliția secretă, care a vrut astfel să legitimeze un răspuns dur la adresa protestatarilor
Un alt lider, Stanisław Kociołek, a făcut apel la muncitori să se întoarcă în fabrici. Dar în Gdynia soldații au primit ordin să-i oprească pe muncitori să se întoarcă la serviciu și au tras în mulțimea de muncitori care coborau din trenuri pe 17 decembrie: sute de persoane au fost ucise sau rănite. Mișcarea de protest s-a extins apoi și în alte orașe, ducând la greve și demonstrații. Guvernul a scos pe străzi 550 de tancuri, precum și 5.000 de membri ai echipelor speciale de miliție și 27.000 de soldați, echipați cu mitraliere. Peste 1.000 de oameni au fost răniți, cel puțin 40 au fost uciși (alte numere adesea citate sunt 39 și 44 , deși numărul exact al morților rămâne necunoscut), iar 3.000 de oameni au fost arestați, după rapoartele ulterioare. Cu toate acestea, guvernul de la acel timp a raportat că doar șase persoane au murit. Toți cei morți au fost îngropați în timpul nopții, în prezența doar a rudelor cele mai apropiate, pentru a se evita răspândirea revoltelor.

## Rezolvarea
Conducerea partidului s-a întâlnit la Varșovia și a decis că revolta pe scară largă a clasei muncitoare a fost inevitabilă cu excepția cazului în care nu s-ar fi luat măsuri drastice. Cu acordul lui Leonid Brejnev de la Moscova, Gomułka, Kliszko și alți lideri au fost forțați să demisioneze: în cazul în care creșterea prețurilor a fost un complot împotriva lui Gomułka, el a reușit. Deoarece conducătorii URSS nu a vrut să-l accepte pe Mieczysław Moczar, noul conducător a fost ales Edward Gierek. Creșterea prețurilor a fost anulată, au fost anunțate creșteri ale salariilor și s-au promis schimbări politice și economice radicale. Gierek a mers la Gdańsk și s-a întâlnit cu muncitorii, a cerut scuze pentru greșelile din trecut, a promis o reînnoire politică și a spus că, în calitate de muncitor, el-însuși va guverna în folosul poporului.

## Impact
În ciuda faptului că obiectivelele protestatarilor erau mai degrabă de natură socială și economică decât de natură politică, revoltele au revigorat activitatea politică latentă din cadrul societății poloneze. Cu toate acestea, lucrătorii din orașele de pe coasta baltică nu au reușit să oblige guvernul să renunțe la creșterea prețurilor la produsele alimentare. Acest lucru s-a realizat câteva săptămâni mai târziu, după Grevele de la Łódź din 1971.